# Fever (албум)
Fever је осми студијски албум аустралијске певачице Кајли Миног, објављен касне 2001. године у Европи и Аустралији, а 2002. године у Северној Америци.

## Историја албума
Након његовог издања, албум је достигао прво место у Аустралији, Аустрији, Немачкој, Ирској и Великој Британији, достижући врху у другим земљама. Први сингл "Can't Get You Out of My Head" је хит број један у много држава. Албум је доспео на прво место на аустралијској и много европских лествица и продат је у преко 1,9 милиона примерака само у Великој Британији. Широм света продато је 10 милиона примерака албума. Промовисан је KylieFever2002 турнејом. Постао је Миногин најпродаванији албум у Аустралији, САД, Канади и Русији, између осталих и њене укупне продаје највише албума.
Албум је достигао прво место у Аустралији и тамо остао пет недеља. Он је остао на лествици 74 недеље укупно, поставши највећи и најдужи албум Миног у тој земљи, те је сертификован седам пута платинаст. Албум је достигао број три у Новом Зеланду и био је два пута сертификован платином. Албум је успех другде, и досегао је прво место у Великој Британији за две недеље, и остао у лествицама за седамдесет недеља укупно; сертификован је пет пута платинаст. Албум је достигао број три у Билборд 200 и постао најуспешнији албум Миног у САД.

## Омот албума
Постоје три различите верзије омота албума. На оригиналној верзији омота је Миног одевена у бело и држи микрофон. Ова верзије дистрибуирана је у Аустралији, Азији, Европи, Латинској Америци и Канади. Кад је албум објављен у САД и поново објављен у неким државама у Азији, омот је замењен другом верзијом омота сингла "In Your Eyes". Овај омот је такође доступан у Канади. Омот бонус диск издања је сличан оригиналном, али Миног носи плави костим.

## Синглови
је објављена као сингл у септембру 2001. у Европи и Аустралији. Дебитовала је на првом месту топ-листа у Аустралији, Ирској и Великој Британији и остала недеље на лествици у свакој од те три земље. Такође, била је на високим местима на лествицама у преко 40 држава. Песма је објављена 2002. године у САД и постала њен други хит на једном од првих 10 места, доспијевајући на 7. место на лествици Билборд хот 100.
 је објављена као сингл у фебруару 2002. године. Доспјела је на највишу позицију у Аустралији, Мађарској и Румунији, а у Великој Британији завршила је на 3. месту, у Ирској на 6. месту и у Канади на 11. месту. Није објављена у САД.
 је објављена као сингл у јуну 2002. године. Доспјела је на 2. место топ-листе у Великој Британији и 3. место у Аустралији. Песма је номинована за Греми награду за најбољу денс песму 2003. године, након што је завршила на први месту у САД на денс лествици. Доспела је на 23. место на лествици Билборд хот 100 и седмо на ирској лествици.
"Come into My World" је као сингл објављена у новембру 2002. године. Песма је доспела на 4. место у Аустралији, осмо у Великој Британији, 11. место у Ирској и 91. место у САД на Билборд хот 100. Песма је добила Греми награду за најбољу денс песму 2004. године.

## Списак песама
| №   | Назив | Аутор(и)                                                                | Продуцент(и)      | Трајање |  |
| 1.  |       | Томи Ди, Лиз Винстанли                                                  | Томи Ди           | 4.40    |  |
| 2.  |       | Кајли Миног, Ричард Станард, Џулијан Галагер, Еш Хаус, Мартин Харингтон | Станард, Галагер  | 3.38    |  |
| 3.  |       | Кети Денис, Роб Дејвис                                                  | Денис, Дејвис     | 3.49    |  |
| 4.  |       | Грег Фицџералд, Том Николс                                              | Фицџералд         | 3.30    |  |
| 5.  |       | Миног, Марк Пичиоти, Стив Андерсон                                      | Пичиоти           | 2.48    |  |
| 6.  |       | Дејвис                                                                  | Дејвис            | 3.44    |  |
| 7.  |       | Денис, Дејвис                                                           | Денис, Дејвис     | 4.30    |  |
| 8.  |       | Миног, Станард, Галагер, Хаус                                           | Станард, Галагер  | 3.18    |  |
| 9.  |       | Андерсон, Денис                                                         | Андерсон          | 3.23    |  |
| 10. |       | Миног, Станард, Галагер                                                 | Станард, Галагер  | 3.47    |  |
| 11. |       | Миног, Паскал Габријел, Пол Стетам                                      | Габријел, Стетам  | 3.47    |  |
| 12. |       | Фицџералд, Николс                                                       | Фицџералд, Николс | 3.59    |  |

## Топ љествице
| Држава               | Највиша позиција |
| -------------------- | ---------------- |
| Аустралија ()        | 1                |
| Аустрија ()          | 2                |
| Белгија (Ultratop Фландрија) | 14               |
| Белгија (Ultratop Валонија)  | 14               |
| Канада ()            | 10               |
| Данска ()            | 4                |
| Финска (Official Finnish Charts)            | 20               |
| Француска ()         | 21               |
| Грчка ()             | 2                |
| Ирска (IRMA)             | 1                |
| Италија (FIMI)           | 1                |
| Јапан (Oricon)             | 17               |
| Мађарска ()          | 8                |
| Немачка ()           | 1                |
| Низоземска ()        | 7                |
| Нови Зеланд ()       | 3                |
| Норвешка (VG-lista)          | 4                |
| Пољска ()            | 12               |
| Швајцарска ()        | 3                |
| Шведска ()           | 10               |
| Велика Британија ()  | 1                |
| САД (Билборд 200)    | 3                |

## Сертификације
| Држава              | Сертификација |
| ------------------- | ------------- |
| Аргентина ()        | Златан        |
| Аустралија ()       | 7× Платинаст  |
| Аустрија ()         | Платинаст     |
| Белгија ()          | Златан        |
| Канада ()           | 2× Платинаст  |
| Данска ()           | Златан        |
| Француска ()        | Платинаст     |
| Немачка ()          | Платинаст     |
| Грчка ()            | Златан        |
| Мађарска ()         | Платинаст     |
| Низоземска ()       | Златан        |
| Нови Зеланд ()      | 2× Платинаст  |
| Пољска ()           | Златан        |
| Русија ()           | Дијамант      |
| Шведска ()          | Платинаст     |
| Швајцарска ()       | 2× Платинаст  |
| Велика Британија () | 5× Платинаст  |
| САД ()              | Платинаст     |